# الإستقراء
الاستقراء هي الفلسفة التقليدية ولا تزال الشائعة في المنهج العلمي لتطوير النظريات العلمية. يهدف الاستقراء إلى رصد مجال ما بشكل محايد، واستنتاج القوانين من الحالات التي يتم فحصها - أي الاستدلال الاستقرائي - وبالتالي الاكتشاف الموضوعي للنظرية الحقيقية الطبيعية الوحيدة لما تم رصده.
باختصار، أساس الاستقراء هو «أن النظريات يمكن اشتقاقها أو تأسيسها بناءً على الحقائق». تطور الاستقراء على مراحل، امتد الحكم المفاهيمي للاستقراء خلال أربعة قرون منذ اقتراح فرانسيس بيكون عام 1620 ضد نموذج أوروبا الغربية السائد، المدرسية، الذي استنتج الأفكار من المعتقدات المسبقة.
في القرنين التاسع عشر والعشرين، تطور الاستقراء إلى الفرضية الاستنتاجية - التي يُطلق عليها أحيانًا الاستنتاجية - باعتبارها النموذج المثالي الواقعي للمنهج العلمي. مع ذلك فإن النظريات العلمية على هذا النحو تُنسب الآن على نطاق واسع إلى طريقة الاستدلال وصولًا إلى أفضل تفسير، آي بي إي، والتي تتميز بالتنوع ولا يمكن وصفها رسميًا، على غرار طرق العلماء الفعلية.

## المناهج العلمية
بين القرنين السابع عشر والعشرين، كان يُنظر إلى الاستقراء على نطاق واسع على أنه النموذج المثالي للمنهج العلمي. حتى في مطلع القرن الحادي والعشرين، اقترحت العروض التقديمية الشعبية للاكتشاف العلمي والتقدم بسذاجة ذلك الأمر. كان القرن العشرين هو القرن الأول الذي أنتج علماء أكثر من العلماء الفلاسفة. فكر العلماء الأوائل، «فلاسفة الطبيعة»، وناقشوا فلسفتهم حول المنهج العلمي. لاحظ أينشتاين أن «العلم بدون نظرية المعرفة هو بدائي ومشوش».
بعد ستينات القرن العشرين على وجه الخصوص، أصبح العلماء غير ملمين بالأسس التاريخية والفلسفية لبرامجهم البحثية التي برزوا فيها، وغالبًا لم يكونوا ملمين بعلم المنطق. بالتالي، غالبًا ما يكافح العلماء لتقييم عملهم وإيصاله والرد على الأسئلة أو التهجم أو لتحسين الأساليب وتحقيق التقدم. على أي حال، خلال القرن العشرين، تقبل فلاسفة العلم أن المثالية الأكثر صدقًا للمنهج العلمي هي الفرضيات الاستنتاجية، والتي يُطلق عليها أيضًا الاستنتاجية، خاصةً في أقوى أشكالها، تغليط كارل بوبر.

### الاستقراء
يستدل الاستقراء من الملاحظات ذات التأثيرات المماثلة للأسباب المماثلة، ويعمم دون قيود - أي عن طريق الاستقراء العددي - للوصول إلى قانون شامل.
لتوسيع نطاق الاستقراء، تهدف الوضعية الكومتية صراحة إلى معارضة الميتافيزيقيا، وتجنب التنظير التخيلي، والتأكيد على الملاحظة، ثم التنبؤ، وتأكيده، وإقرار القوانين.
ستقبل الوضعية المنطقية الفرضية الاستنتاجية في تطوير النظرية، لكنها سعت إلى منطق استقرائي لتكميم تأكيد النظرية بشكل موضوعي من خلال الأدلة التجريبية، بالإضافة إلى المقارنة الموضوعية بين النظريات المتنافسة.

### التأكيد
في حين أن إثبات النظرية - عندما يكون ذلك ممكنًا - يمكن أن يسمى التحقق. يُطلق على دعم النظرية اسم التأكيد. لكن للوصول من التأكيد إلى التحقق - إذا وقع الحدث A، سيقع الحدث B؛ في الواقع وقوع الحدث B، يعني وقوع الحدث A - هي المغالطة الاستنتاجية المسماة «تأكيد النتيجة.» استنتاج علاقة A إلى B يعني ضمنًا أن العلاقة من B إلى A تفترض، مثلًا، «إذا كان المصباح مكسورًا، فإن الغرفة ستكون مظلمة، وبالتالي فإن الغرفة مظلمة فإن المصباح مكسور ». حتى إذا وقع الحدث B، فقد يرجع الحدث A إلى الحدث X أو Y أو Z، أو إلى XYZ معًا. أو يمكن أن يكون تسلسل A إلى B نتيجة لـ U - غير مكتشفة تمامًا - حيث يتبع الحدث B دائمًا A عن طريق الاقتران الثابت بدلًا من السببية. ربما، في الواقع، يمكن أن يتوقف الحدث U، ما يعني انفصال العلاقة بين A إلى B.

### دحض التأكيد
نموذج الاستنتاج الطبيعي المنطقي صالح منطقيًا بدون افتراضات وحقيقي ببساطة من خلال مبدأ عدم التناقض الذاتي. «إنكار النتيجة» هو استنتاج طبيعي - إذا وقع الحدث A، سيقع الحدث B؛ إذا لم يقع الحدث B، لم يقع الحدث A - حيث يمكن للمرء أن ينفي منطقيًا الفرضية A. وهكذا، هناك أيضًا الاستقراء الاستبعادي، باستخدام هذا المنطق.

### التحديد
على الأقل منطقيًا، يمكن لأي ظاهرة أن تستضيف تفسيرات متعددة ومتضاربة - مشكلة نقص التحديد - لتفسير افتقار الاستدلال من البيانات إلى النظرية إلى أي منطق رسمي، وأي قواعد استنتاجية للاستدلال. الحجة المضادة هي صعوبة العثور حتى على نظرية واحدة مناسبة تجريبيًا. مع ذلك، مهما كان من الصعب الوصول إلى نظرية واحدة تلو الأخرى فقد تُستبدل بنظرية مختلفة جذريًا، مشكلة البدائل غير المتصورة. في غضون ذلك، يمكن أن تقع العديد من الأمثلة المؤكدة لتنبؤات النظرية حتى لو كانت العديد من التنبؤات الأخرى للنظرية خاطئة.
لا يمكن للمنهج العلمي أن يضمن تخيل العلماء، ناهيك عن الإرادة أو حتى إجراء الاستفسارات أو التجارب التي تدعو إلى دحض التأكيدات. بالإضافة إلى ذلك، فإن أي مجموعة بيانات تقدم أفقًا للتوقع - كيف أن الحقائق الموضوعية، والملاحظات المباشرة، مرتبطة بالنظرية - إذ قد تمر الحقائق غير المتوافقة دون أن يلاحظها أحد. يسمح ارتداد المجرب بدحض التأكيد من خلال استنتاج أن الكيانات أو الجوانب غير الملحوظة قد غيرت ظروف الاختبار بشكل غير متوقع. يمكن اختبار الفرضية فقط من خلال ربطها بعدد لا يحصى من الفرضيات المساعدة، التي غالبًا ما تُهمل حتى يتم دحض تأكيدها.